# Eteri

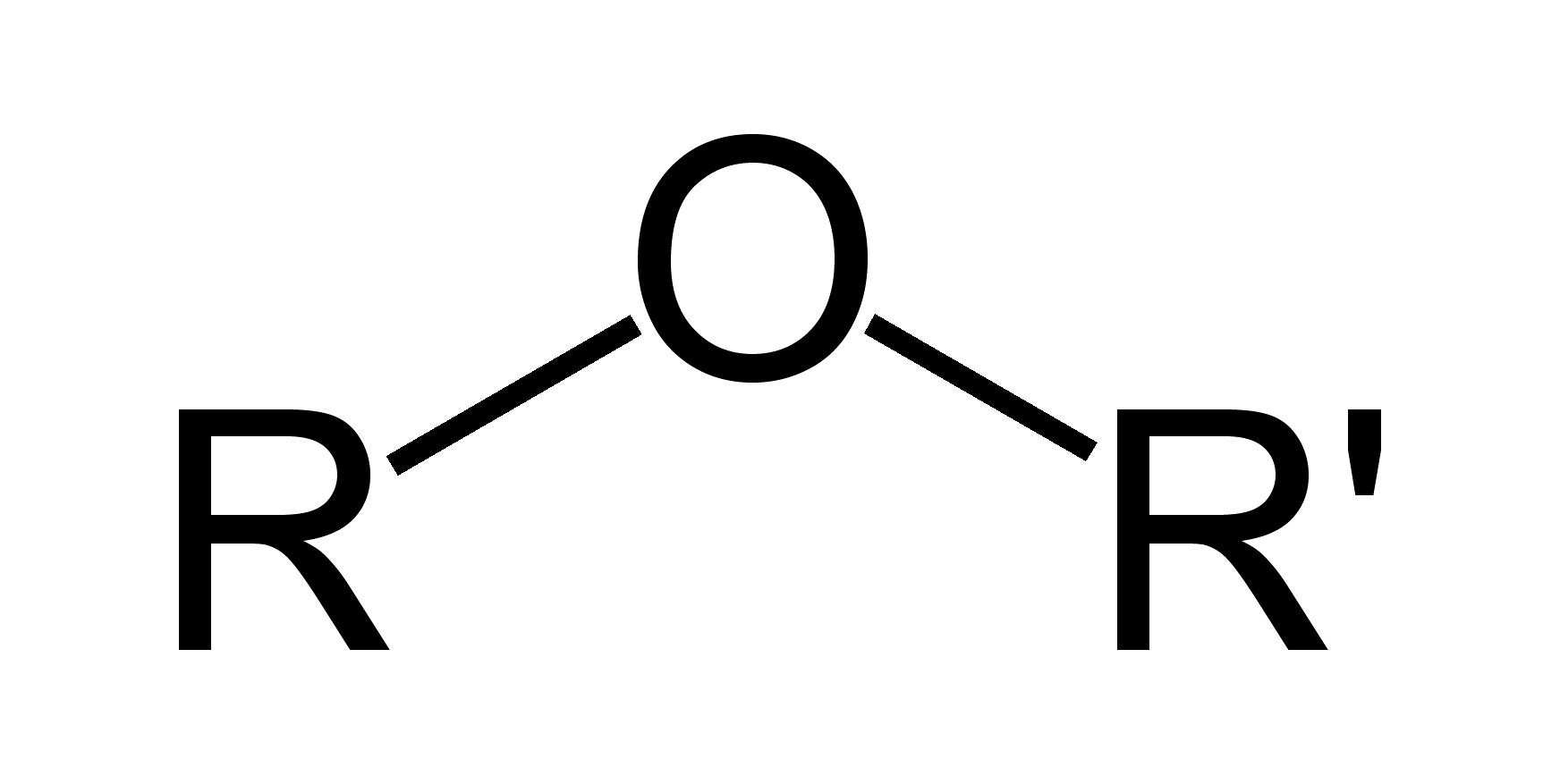
Formula di struttura generale di un etere.

Gli èteri sono composti organici aventi formula generale R–O–R': l'atomo di ossigeno è legato a due residui idrocarburici R e R'; nei casi più comuni questi possono essere gruppi alchilici, o arilici, uguali tra loro o diversi. Gli eteri possono anche essere ciclici, come il tetraidrofurano (THF): in tal caso l'atomo di ossigeno è parte del ciclo e tale etere è anche un composto eterociclico. Se l'etere è a catena aperta ed entrambi i gruppi R e R' sono residui di idrocarburi saturi, allora la formula bruta può essere scritta CnH2n+2O e quella semistrutturale CrH2r+1–O–CsH2s+1.
A temperatura e pressione ambiente tendono ad essere più volatili degli alcoli loro isomeri perché, a differenza di questi ultimi, non possono formare legami a idrogeno tra loro. La possibilità di formare legami a idrogeno con l'acqua conferisce agli eteri più leggeri una buona miscibilità in essa.
Sono composti in genere poco reattivi: questo li rende utili come solventi per molte reazioni.
L'esempio più comune, nonché "etere" per antonomasia, è l'etere etilico, o dietiletere, avente formula di struttura CH3-CH2-O-CH2-CH3, usato in passato come anestetico.
Alcuni eteri sono solventi particolarmente utili perché polari, quindi in grado di sciogliere composti polari e ionici, ma - a differenza di molti altri solventi polari - aprotici, cioè privi di idrogeni facilmente rimovibili come ione H+. Gli eteri utili come solventi polari aprotici comprendono eteri ciclici quali il tetraidrofurano e l'1,4-diossano nonché glicoleteri quali dietilenglicol dimetiletere (diglima).
Gli eteri ciclici in cui l'ossigeno è uno degli atomi di un anello a tre termini sono chiamati epossidi e hanno caratteristiche e reattività specifiche.
Una classe speciale di eteri è quella degli eteri corona, polieteri in cui più unità -CH2-CH2-O- si uniscono a formare un anello chiuso. Gli atomi di ossigeno, tramite i loro doppietti elettronici non condivisi possono formare composti di coordinazione con particolari cationi. Gli eteri corona trovano per questo impiego come catalizzatori di trasferimento di fase o agenti sequestranti di particolari cationi.
Gli eteri sono solventi particolarmente utili nella sintesi dei reagenti di Grignard. Pur non prendendo parte alla reazione, l'ossigeno dell'etere stabilizza il magnesio per coordinazione grazie ai doppietti elettronici non condivisi sull'atomo di ossigeno.

## Sintesi
- Condensazione degli alcoli catalizzata dagli acidi

Il dietiletere, importante anche dal punto di vista industriale, può essere preparato, alla temperatura di 140 °C, partendo da etanolo ed acido solforico (H2SO4) che funziona da disidratante:
```
2 CH
3
-CH
2
-OH  → CH
3
-CH
2
-O-CH
2
-CH
3
 + H
2
O
```

La temperatura deve essere mantenuta costante e non deve salire in  quanto sui 180 °C si ottiene, come risultato finale, l'etilene.
- Reazione di Williamson:

consta di due passaggi; nel primo si utilizza un metallo reattivo (sodio o potassio) per convertire un alcool in alcolato
```
2 ROH + 2 Na(K) → 2 RO
-
Na
+
 + H
2
```

nel secondo passaggio avviene una reazione di sostituzione nucleofila SN2 tra l'alcolato ed un alogenuro alchilico (R'-X)
```
RO
-
Na
+
 + R'-X → ROR' + Na
+
X
-
```

- Addizione di alcoli ad alcheni:

Questa reazione è possibile solo con carboni terziari (devono formare un carbocatione quindi sono più stabili) e alcol primari.
```
   R                     R
   |             
acido  
  |
R'-C=CH
2
 + R"OH   →   R'-C-O-R"
                         | 
                         CH
3
```

## Reazioni tipiche
- Scissione acida:

Si utilizzano acidi forti che siano anche buoni nucleofili, ovvero HI acquoso al 57% e HBr al 48%, e si procede a caldo; il prodotto è l'alogenuro alchilico corrispondente.
```
             
caldo
 
R-O-R + H-X   →     R-X + R-OH
```

La reazione segue un meccanismo di sostituzione nucleofila 2 con eteri primari e secondari, e di sostituzione nucleofila 1 con i terziari.
- Ossidazione:

È la reazione che avviene con l'ossigeno seguendo un meccanismo radicalico.
```
                               OOH  
                               |
CH
3
CH
2
-O-CH
2
CH
3
 + O
2
 → CH
3
CH
2
-O-CHCH
3
```

Gli idroperossidi che si formano sono pericolosi in quanto esplosivi; per questo è raccomandato tenere la sola quantità di eteri che può essere consumata rapidamente, ed è indispensabile evitare di lasciare qualsiasi etere esposto all'aria, alla luce o a temperature ambientali elevate.